# Jakob Mikaelsson
Jakob Mikaelsson, död 1662, var skarprättare i Stockholm mellan åren 1659 och 1662. Han efterträdde Lars Nilsson Hvitlock som bödel. 
1659 gifte han sig med sin företrädares änka. Hans styvson, Johan Larsson Hvitlock, ersatte Nils Larsson Stake som skarprättare i Stockholm när denne avled 1673.